# Johan Gustaf Sandberg

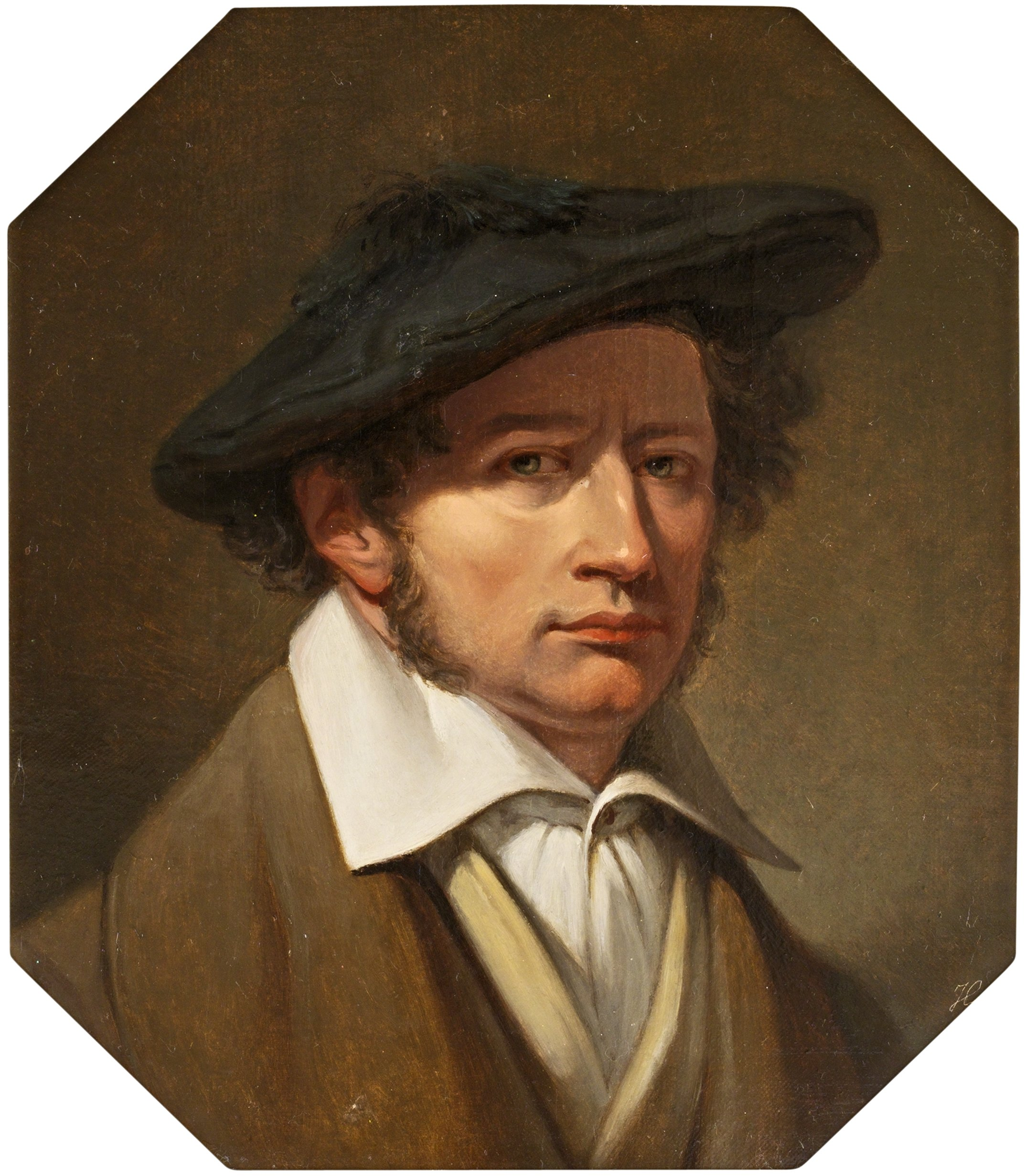
Johan Gustaf Sandberg, Selbstporträt

Die Pianistin Sofia Dorothea Sandberg geborene Kökeritz, porträtiert von ihrem Gatten Johan Gustaf Sandberg

Johan Gustaf Sandberg (* 13. Mai 1782 in Stockholm; † 26. Juni 1854 ebenda) war ein schwedischer Maler und Zeichner.

## Leben
Johan Gustaf Sandberg, der Sohn des königlichen Kammerdieners Anders Sandberg und dessen Frau Catharina Maria Högberg, trat 1794 in die Vorschule (Principskola) der Stockholmer Kunstakademie ein. In dieser Schule erlangte er 1800 die Hochschulreife und studierte von 1801 bis 1808 an genannter Akademie. Einer seiner Lehrer war der Dekorationsmaler Johan Gottlob Brusell (1756–1829). 1803 zeigte Sandberg auf der jährlichen Ausstellung der Akademie zwei seiner Ölbilder und eine Zeichnung. Fast in jedem der Folgejahre beschickte er während seiner Schaffensperiode diese Ausstellung mit einem seiner Werke – anfangs thematisch meist aus der Mythologie und der biblischen Geschichte. Dann wählte er auch historische Motive. Mit seinem Werk Karl XII. diktiert seinem Sekretär einen Brief erhielt er 1809 auf der jährlichen Akademieausstellung eine Goldmedaille. 1814 gründete er mit Bengt Erland Fogelberg und Carl Frederik von Breda (1759–1818) die Gesellschaft für Kunstwissenschaft (Sällskapet för konststudium). Diese Jahre um 1814 markieren den Übergang des Künstlers Sandberg zu Themen aus dem skandinavischen Alltag jener Zeit. Nebenbei betrieben die drei letztgenannten Künstler in der zweiten Hälfte der 1810er Jahre eine private Malschule, in der die Studenten im seinerzeit noch von der Stockholmer Akademie verpönten Aktzeichnen unterrichtet wurden.
1821 wurde Sandberg Mitglied der Akademie und 1828 ordentlicher Professor. Zu seinen Schülern zählten unter anderem Johan Holmbergsson (1804–1835), Carl Wahlbom und Nils Blommér. Von 1845 bis 1853 stand Sandberg der Akademie als Direktor vor. Wie seine Stockholmer Kollegen Fredric Westin und Carl Johan Fahlcrantz hat sich Sandberg, außer Kurzaufenthalten in Kopenhagen, kaum im Ausland aufgehalten.
Neben Per Krafft dem Jüngeren, Fredric Westin und Olof Johan Södermark galt er als einer der bedeutendsten schwedischen Porträtmaler. Sandbergs Porträts des Schauspielers Lars Hjortsberg aus dem Jahr 1823, das des Chemikers Jöns Jakob Berzelius aus dem Jahr 1827 sowie das des Schriftstellers und Komponisten Erik Gustaf Geijer aus dem Jahr 1828 wurden von den Rezensenten gelobt.
Johan Gustaf Sandberg heiratete 1824 die Pianistin Sofia Dorothea Kökeritz (* 24. Oktober 1795 in Sala landsförs, Västmanland; † 31. Mai 1878 in Stockholm). Das Paar bekam drei Töchter. Sandberg schrieb an seinen Freund Fogelberg: „Ich bin glücklich mit meiner musikalischen kleinen Frau und kümmere mich um niemanden außer um meine Kunst.“ Und von Geijer ist überliefert, das Haus der Sandbergs sei eines der musikalischen Mittelpunkte Stockholms gewesen, das in den 1840er Jahren zahlreiche Gäste gesehen habe.
Seine letzte Ruhe fand Johan Gustaf Sandberg auf dem Norra begravningsplatsen.